# Светий Андрей (Шкофя Лока)
Светий Андрей (словен. Sveti Andrej) — поселення в общині Шкофя Лока, Горенський регіон, Словенія. Висота над рівнем моря: 595,6 м.